# Новомиколаївка (Запорізький район)
Новомикола́ївка (до 1812 — Кочережки) — місто в Україні, адміністративний центр Новомиколаївської селищної громади Запорізького району Запорізької області, до 17 липня 2020 року —  адміністративний центр ліквідованого Новомиколаївського району. Населення — 4983 особи (01.01.2022)

## Географія
Місто Новомиколаївка розташоване у північно-східній частині Запорізької області та розташоване на правому березі річки Верхня Терса, вище за течією на відстані 4 км розташоване село Мар'янівка, нижче за течією на відстані 4,5 км розташоване село Кам'янка, на протилежному березі — село Михайлівське. Через селище пролягають автошляхи територіального значення національного значення Н15 та територіального значення Т 0408.
Відстань до обласного центру — 66 км (автошляхом Н15), до Вільнянська — 38 км, до найближчої залізничної станції Гайчур — 30 км.

## Клімат
Клімат помірно-континентальний з вираженими посушливо-суховійними явищами, типовий для клімату степів, з малосніжною зимою та спекотним літом. Середньорічні температури: літня +22,8 °C, зимова — 4,9 °C. Річна кількість опадів 438 мм. На рік у середньому припадає 225 сонячних пон

## Історія

Пам'ятник в селищі біля траси Н15 на честь Скрипки І. І., який проробив на цьому тракторі 39 років

Першими поселенцями були державні селяни з села Кочережки Павлоградського повіту Катеринославської губернії. Поселення стали іменувати теж Кочережки або Нові Кочережки. 1790 рік — є роком заснування як село Кочережки. Така назва існувала до 1812 року (за іншими даними до 1813 року), коли Кочережки перейменовано в Новомиколаївку.
У грудні 1812 року на день Святого Миколая освячена новозбудована церква, а село перейменовано в Новомиколаївку. Територіально Новомиколаївка належала до Покровської волості Олександрівського повіту Катеринославської губернії.
До середини 1880-х років XIX століття селище нараховувало вже понад 360 дворів, у яких проживало 2390 осіб. У поселенні працювали п'ять крамниць, а також декілька шинків. У 1888 році була відкрита земська однокласна початкова школа в приміщенні церковної сторожки.
У 1899 році в селі налічувалося 551 дворів, де проживало 3427 осіб. Напередодні Першої світової війни в Новомиколаївці налічувалося вже 578 дворів та мешкало 3128 осіб. У Новомиколаївці діяли два парові млини, олійниця, бондарня, столярна майстерня, працювали поштово-телеграфне відділення та телефонна станція. Крім того, на початку XX століття тут відкрили дві земські та дві церковно-парафіяльні школи. У 1903 році на кошти земства було побудоване нове приміщення школи. Нині тут знаходиться та діє «Новомиколаївський міжшкільний навчально-виробничий комбінат».
У Новомиколаївці наприкінці XIX століття етнографом та фольклористом Яковом Новицьким виявлена одна з копій листа запорозьких козаків турецькому султану.
7 (20) листопада 1917 року, відповідно до Третього Універсалу Української Центральної Ради, увійшло до складу Української Народної Республіки.
На початку січня 1918 року в селі була встановлена радянська влада. Органи радянської влади приступили до здійснення ленінського Декрету про землю, вилучення хліба у селян і відправленні його в промислові центри країни. У середині квітня 1918 року Новомиколаївку зайняли німецько-австрійські війська. Проте радянська влада не довго затрималась, почався наступ денікінців. У середині липня 1919 року частині 14-ї радянської армії були вибиті з Новомиколаївки. 31 грудня 1919 року частині 41-ї і 54-ї дивізій 14-ї армії, якою командував Ієронім Уборевич, вибили білогвардійців з Новомиколаївки. На початку серпня 1920 року війська Врангеля захопили село. Воно кілька разів переходило з рук в руки. Бої тривали до жовтня 1920 року. Наприкінці жовтня 1920 року частини 46-ї дивізії 13-ї армії РСЧА захопили Новомиколаївку.
У 1923 році Новомиколаївка стала центром району Запорізької округи. Тут побудували лікарню на 20 ліжок, де працювали лікар, два фельдшери й акушерка, аптеку, а також чотири початкові школи і одну спецшколу. У 1926 році в селі проживало 5 тис. осіб. У 1929 році був створений на базі профшколи зоотехнікум, де 15 викладачів навчали 254 учнів.
З 1937 року в селі діяли електростанція, маслозавод, ремонтні майстерні, великий млин. У 1939 році побудований стадіон, де проводилися районні спортивні змагання. Виходила районна газета «Прапор комунізму». У 1939/1940 навчальному році працювали середня, вечірня школа сільської молоді, дві початкові школи, у яких навчалося 685 учнів. У 1935 році відкритий районний будинок культури із стаціонарною кіноустановкою.
Під час організованого радянською владою Голодомору 1932—1933 років померло щонайменше 96 жителів селища.
4 жовтня 1941 року радянські війська полишили Новомиколаївку. 18 вересня 1943 року частині 216-ї стрілецької дивізії 54-го стрілецького корпусу Південно-Західного фронту під командуванням Малиновського вибили частини Вермахту та захопили Новомиколаївку.

Автостанція в Новомиколаївці

10 травня 1957 року селу  надано статус селище міського типу. Проте, у 1962 році територія району увійшла до складу сусідніх Вільнянського, Гуляйпільського та Оріхівського районів. У 1967 році Новомиколаївський район з центром в селищі Новомиколаївка знову став окремою адміністративною одиницею.
У 1969 році відкрита музична школа з класами: фортепіано, баяна і народних інструментів, де навчалося 55 дітей. Побудовано новий районний будинок культури з залом на 600 місць та сільський клуб із залом на 200 місць. При будинку культури було відкрито філію Запорізького музично-драматичного театру.
19 травня 2016 року, на підставі розпорядження № 275 голови Запорізької обласної державної адміністрації, перейменовані об'єкти топоніміки смт Новомиколаївка:
| Сучасна назва         | Попередня назва   |
| --------------------- | ----------------- |
| вулиця Щастя          | вулиця Колгоспна  |
| вулиця Щаслива        | вулиця Піонерська |
| вулиця Івана Клевчука | вулиця Янишева    |

19 липня 2020 року, в результаті адміністративно-територіальної реформи і ліквідації Новомиколаївського району, селище міського типу увійшло до складу Запорізького району.

## Населення
Середній вік населення 38,7 роки. Середня тривалість життя 60–65 років.

### Мова
Розподіл населення за рідною мовою за приблизними даними 2022 року:
| Мова            | Кількість | Відсоток |
| --------------- | --------- | -------- |
| українська      | 4795      | 96.23%   |
| російська       | 172       | 3.45%    |
| китайська       | 1         | 0.02%    |
| інші/не вказали | 15        | 0.30%    |
| Усього          | 4983      | 100%     |

## Житлово-комунальне господарство
В селищі Новомиколаївка житловий фонд складає 42 багатоповерхових житлових будинків. Більшість будинків збудовано 20-50 років тому. Житлова площа обладнана водопроводом становить 49,1 тис. м²,каналізацією — 48,7 тис. м², опаленням — 53,4 тис. м², газом — 361,1 тис. м².
Централізоване водопостачання селища Новомиколаївка здійснює КП «Водоканал» м. Запоріжжя. На території селища розташована одна насосна станція. Водовідведення в селищі Новомиколаївка здійснюється через центральну каналізаційну систему. На території селища розташовані: одна каналізаційна насосна станція, одна очисна споруда. Протяжність каналізаційної системи — 16,04 км, з них самоточної — 10,04 км та напірної — 6,0 км.
У 2000 році до Новомиколаївки був проведений природний газ. Газовід з Вільнянська збудовано за рахунок кооперування коштів та державних капітальних вкладень. На території селища розташована одна центральна котельня, яка опалює: житлові будинки, школи, дитячі садки, лікарню, установи. Вид палива — паливні брикети та газ, кількість котлів — 2, протяжність мережі — 11,8 км, з них аварійні — 3 км.

## Економіка
- ПрАТ «Новомиколаївський молокозавод» (переробка молочної продукції);
- ТОВ «Запорожець» (переробка сільськогосподарської продукції);
- ПП «ТАЛВВ» (вирощування зернових та технічних культур);
- ТОВ «Терра» (вирощування зернових та технічних культур);
- КП «Новомиколаївська комунальна друкарня»;
- ТОВ «Маяк»;
- ПП «Дельта».

## Об'єкти соціальної сфери
- Дошкільні навчальні заклади:
  - Новомиколаївська об'єднана установа комбінованого типу ясла-сад № 1 «Пролісок»;
  - Новомиколаївський комунальний дошкільний навчальний заклад № 2 «Барвінок»;
  - Новомиколаївський комунальний дошкільний навчальний заклад № 3 «Теремок».
- Навчальні заклади:
  - Новомиколаївська СЗОШ № 1 (422 учнів)[8];
  - Новомиколаївська ЗОШ № 2 (23 учні)[9];
  - Новомиколаївська школа-інтернат для дітей з важкими вадами мовлення (229 учнів);
  - Новомиколаївський Комунальний заклад «Дитячо-юнацьких клуб фізичної підготовки» (18 груп, 345 учнів);
  - Новомиколаївська школа естетичного виховання;
  - Новомиколаївський міжшкільний навчально-виробничий комбінат;
  - Комунальний початковий спеціалізований мистецький навчальний заклад «Дитяча музична школа»;
  - Центр дитячої та юнацької творчості;
- Медичні установи:
  - Новомиколаївська лікарня (105 ліжок);
  - Новомиколаївський центр первинної медико-санітарної допомоги;
- Заклади культури:
  - Новомиколаївський КПК;
  - Комунальний заклад «Центр культури і дозвілля»;
  - Новомиколаївський історико-краєзнавчий музей;
  - Комунальний заклад «Централізована бібліотечна система».

## Релігія
- Свято-Миколаївська православна церква УПЦ (МП), Новомиколаївського благочиння.

## Відомі особи

### Народилися
- Бокій Нінель Михайлівна (1937—2008) — українська археолог та історик.
- Вишняк Михайло Якович — український поет, критик, публіцист, кандидат філологічних наук, доцент кафедри теорії та історії української літератури Таврійського національного університету ім. В. І. Вернадського, член НСПУ.
- Клевчук Іван В'ячеславович (1992—2014) — старший солдат Збройних сил України, учасник російсько-української війни.
- Скора Марія Миколаївна (* 1996) — українська дзюдоїстка; чемпіонка України.
- Фокін Вітольд Павлович — прем'єр-міністр України в 1991—1992 рр.
- Щербак Іван Петрович (1910—1990) — український історик, лауреат Шевченкіської премії.

## Панорама
Шаблон:Населені пункти Запорізького району